# Geistergespräch
Unter einem Geistergespräch versteht man die ideengeschichtliche Vorstellung, dass herausragende Gestalten der Geistesgeschichte sich über die Zeiten und Räume hinweg verständigen.
Friedrich Nietzsche schildert in seinem Frühwerk diesen zeitlosen Verständigungszusammenhang als Grundelement einer monumentalischen Geschichtsschreibung, die er in seinem Essay Vom Nutzen und Nachteil der Historie für das Leben neben die antiquarische und kritische stellt.
Auf diese Weise hoffe der Mensch als „Tätiger und Strebender“ auf eine ewige, über die Zeiten bestehende Verbindung, denn was einmal „den Begriff Mensch weiter auszuspannen und schöner zu erfüllen“ vermochte, müsse „ewig vorhanden sein.“ So werde er zu neuen Leistungen ermutigt, denn das Große der Vergangenheit sei jedenfalls einmal möglich gewesen und so auch später wieder erreichbar. Einzelne könnten eine „Art von Brücke über den wüsten Strom des Werdens bilden“, indem sie „zeitlos-gleichzeitig“ in der von Arthur Schopenhauer erwähnten Genialen-Republik lebten. Ein Riese „ruft dem andern durch die öden Zwischenräume der Zeiten zu, und ungestört durch mutwilliges lärmendes Gezwerge, welches unter ihnen wegkriecht“ setze sich „das hohe Geistergespräch fort.“
In dieser Entwicklungsphase vertrat Nietzsche idealisierende Genievorstellungen, die sich vor allem an Richard Wagner orientierten, mit dem die „einzige produktive politische Macht in Deutschland ... zum Siege gekommen“ sei. Nur das seinem Wesen nach dionysische Genie könne die Kultur erneuern.
Karl Jaspers hat diesen Gedanken für sich umgesetzt und betrachtete die Rezeption der Philosophiegeschichte als einen Dialog oder eine Kommunikation mit den „großen“ Philosophen, der einen Raum des Philosophierens öffnet, in dem man mit diesen über grundlegende Fragen in ein inneres Gespräch kommt, das es ermöglicht, sich das Denken dieser herausragenden Denker anzueignen und  hierdurch sein eigenes Denken zu entwickeln.